# Super Andrija
Super Andrija je panelový dům, který se nachází v chorvatské metropoli Záhřebu, na sídlišti Nový Záhřeb, v místní části Siget. Patří k jedním z největších panelových domů na území Chorvatska.
Název budovy není jasného původu. Mnozí současní i bývalí obyvatelé uvádějí různé zdroje, odkud pochází název paneláku; od jména jednoho z dělníků, který při stavbě zahynul, přes populární hit Andrija z roku 1962 až po Andriju Aksentijeviće, vysoce postaveného důstojníka Jugoslávské lidové armády, po němž má být stavba údajně pojmenována. Oficiálně však není etymologie názvu potvrzena ani u jedné domněnky.
Panelový dům byl vybudován na počátku roku 1973 podle architekta Miroslava Cantinelliho. Stavební práce vykonala společnost Industrogradnja. Jeho architektonický návrh byl inspirován Le Corbusierovými domy Unite d'Habitation, které se nacházejí jak v četných francouzských městech, tak i například v Berlíně.
Budova má 14 pater, 3 vchody, 9 výtahů a více než 300 bytů. K domu náleží i rozsáhlé otevřené parkoviště; v přízemí se nacházejí prostory, které slouží jako prodejny nebo kanceláře.